# فرست دیتا
فرست دیتا (انگلیسی: First Data) شرکت خدمات مالی آمریکایی است، که در سال ۱۹۷۱ تأسیس شد.